# Einar J. Hareide
Einar Johan Hareide (født 27. april 1959 i Hareid, Møre og Romsdal) er en norsk designer, som arbejdede for Saab Automobile fra 1985 til 1989 og igen fra 1991 til 1994, og som designchef fra 1994 til 1999.
Efter et par år på tegnelinjen, form og farve ved fagskolen i Herøy gik han et år (1980 til 1981) på Statens Håndverks- og Kunstindustriskole (SHKS) i Oslo, og startede derefter på Högskolan för design och konsthantverk i Göteborg, hvor han i 1985 blev Master of Design.
Hareide medvirkede blandt andet ved designet af Saab 9-5 samt den i 1993 introducerede anden generation af Saab 900, som han blev tildelt såvel Scandinavian Design Prize som Utmärkt Svensk Form for. Han har også arbejdet for Mercedes-Benz fra 1989 til 1991.
Siden 2000 har han drevet Hareide Designmill. Han har også designet både.